# HVV (Den Haag)
HVV is een Nederlandse voetbalclub uit Den Haag. HVV is onderdeel van de Koninklijke HC&VV. Al in 1883 werd de club opgericht, daarmee is het een van de oudste nog bestaande voetbalclubs in Nederland. De clubkleuren zijn geel en zwart. Het eerste elftal komt uit in de Eerste klasse van het district West II (2022/23), dit seizoen voor het eerst in de zaterdagafdeling na horizontaal overstappen.
De club kende tussen 1891 en 1914 een gouden tijd, waarin HVV tien keer het Nederlands landskampioenschap behaalde en eenmaal de beker won. Daarmee is het nog altijd na Ajax, PSV en Feyenoord de club met de meeste landstitels. Vanwege de tien landstitels speelt de club met een kampioensster op het tenue van het eerste elftal.

## Geschiedenis

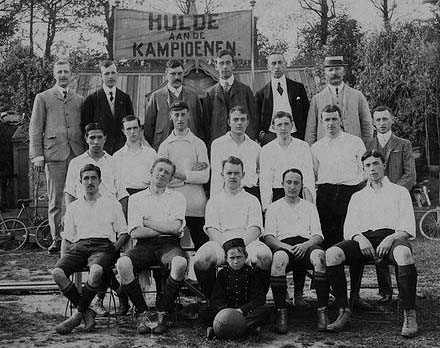
Kampioensteam 1906-1907

HVV werd opgericht in 1883. Daarmee is het een van de oudste voetbalclubs in Nederland. Het kreeg ook al snel succes en er werden tien landskampioenschappen geboekt rond 1900 waarbij in 1914 voor de laatste keer. In 1932 degradeerde de ploeg uit de hoogste voetbalafdeling van Nederland. Vanaf het seizoen 2007/2008 speelt ook HVV met een kampioensster op het tenue van het eerste elftal. Een jaar later werd de ster ook op het (nieuwe) tenue van de jeugd geplaatst. Op 7 september 2008 boekt HVV de 1000e competitie-overwinning sinds haar oprichting door in een uitwedstrijd Alphense Boys met 2-1 te verslaan.
HVV won eenmaal de beker van Nederland in 1903, maar was ook bekerfinalist in 1899, 1904, 1910 (2e team).

## De Diepput
HVV speelt al ruim 100 jaar op de Diepput. De accommodatie ligt aan de Van Hogenhoucklaan in het Benoordenhout in Den Haag en bezit twee kunstgrasvelden en een grasveld, waar de wedstrijden op worden gespeeld.

## Erelijst
| Nationaal                     |     |                                                            |
| Nederlands landskampioenschap | 10× | 1891, 1896, 1900, 1901, 1902, 1903, 1905, 1907, 1910, 1914 |
| Holdertbeker                  | 1×  | 1903                                                       |
| Regionaal                     |     |                                                            |
| Zilveren Bal                  | 9×  | 1901, 1902, 1903, 1906, 1920, 1947, 1956, 1973, 1981       |
| District                      |     |                                                            |
| Tweede Klasse                 | 6×  | 1933, 1935, 1936, 1943, 1944, 1949                         |

## Competitieresultaten 1890–heden
Tot en met 2022 speelde HVV met haar eerste elftal op zondag. In 2022 hebben zij horizontaal de overstap gemaakt naar de zaterdag.
| 3 |

| 1 |

| 3 |

| 3 |

| 3 |

| 3 |

| 1 |

| 2 |

| 6 |

| 2 |

| 1 |

| 1 |

| 1 |

| 1 |

| 2 |

| 1 |

| 2 |

| 1 |

| 2 |

| 2 |

| 1 |

| 8 |

| 5 |

| 4 |

| 1 |

| 2 |

| 9 |

| 3 |

| 6 |

| 8 |

| 3 |

| 7 |

| 9 |

| 11 |

| 7 |

| 7 |

| 9 |

| 10 |

| 8 |

| 5 |

| 7 |

| 7 |

| 10 |

| 1 2A |

| 3 2A |

| 1 2A |

| 1 2A |

| 6 2A |

| 2 2A |

| 2 2A |

| 6 B |

| 4 2A |

| 7 2A |

| 1 2A |

| 5 2A |

|  |

| 8 2A |

| 9 2A |

| 5 2B |

| 1 2B |

| 8 2B |

| 6 2A |

| 10 2A |

| 6 2A |

| 8 2B |

| 6 2A |

| 6 2A |

| 2 2A |

| 10 2A |

| 10 2A |

| 7 2A |

| 11 2A |

| 12 2A |

| 3 3A |

| 4 3A |

| 5 3B |

| 8 3A |

| 4 3C |

| 8 3C |

| 10 3B |

| 9 3A |

| 12 3A |

| 1 4A |

| 7 3A |

| 5 3A |

| 10 3A |

| 2 3A |

| 3 3A |

| 1 3A |

| 8 2A |

| 9 2A |

| 8 2A |

| 12 2A |

| 2 3A |

| 6 3A |

| 5 3A |

| 11 3A |

| 8 4B |

| 12 4B |

|  |

|  |

| 6 4B |

| 8 4C |

| 11 4C |

| 2 4G |

| 9 3A |

| 9 3A |

| 2 3A |

| 4 3A |

| 5 3A |

| 5 3A |

| 6 3B |

| 6 3B |

| 9 3A |

| 10 3C |

| 4 3B |

| 6 3B |

| 2 3A |

| 9 2C |

| 3 2C |

| 10 1B |

| 7 1B |

| 11 1B |

| 11 2C |

| 2 3C |

| 12 2C |

| 12 2C |

| 8 2D |

| 13 2C |

| 5 2C |

| 2* 2C |

| 8* 2C |

| 2 2D |

| 10 1B |

| 2 2C |

| — 1 |

- = Dit seizoen werd stopgezet vanwege de uitbraak van het coronavirus. Er werd voor dit seizoen geen officiële eindstand vastgesteld.

| Tweede divisie | Derde divisie | Vierde divisie | Eerste klasse |                |
| Tweede klasse  | Derde klasse  | Vierde klasse  | Vijfde klasse | Noodcompetitie |

In elke staaf van de grafiek staat van boven naar beneden vermeld: 
- Eindnotering

Dit is de positie die de club heeft bereikt in de competitie, zonder eventuele beslissings-, play-off- of nacompetitiewedstrijden die nodig zijn geweest om bijvoorbeeld de kampioen van de competitie te bepalen.
Indien een * achter het getal staat is de notering een tussenstand en kan het zijn dat de notering niet overeenkomt met de uiteindelijke eindstand van de competitie.
Staat er een - dan is het seizoen nog bezig en is er geen definitieve uitslag bekend.
Staat er xx op de positie van de notering, dan heeft de club vroegtijdig de competitie verlaten. Dit kan onder andere komen door terugtrekking van het team, faillissement van de club of door een uitgedeelde straf van de KNVB. In veel gevallen staat elders in het artikel de reden vermeld.
Staat er een ? dan is het resultaat uit het verleden onbekend, en is alleen de competitie of het niveau bekend van dat seizoen.
In de seizoenen 2019/20 en 2020/21 werd wegens de coronacrisis het amateurvoetbal afgebroken. Daardoor kennen deze staven geen eindklassering (middels -- weergegeven).
- Competitieniveau en afdelingsletter of Officiële eindstand Eredivisie
  - Competitieniveau en afdelingsletter

Hierbij geeft het getal het niveau weer, dat ook terug te vinden is in de legenda. De letter is de afdelingsaanduiding en wordt gebruikt wanneer er meer afdelingen zijn op hetzelfde niveau. De afdelingsletter is altijd een hoofdletter en wordt meestal zonder nummer gebruikt.
Voorbeeld: 2F is niveau 2e klasse competitie F.
Het competitieniveau en nummer wordt niet vermeld wanneer er slechts één competitie van dit niveau was.
  - Officiële eindstand Eredivisie (getal staat tussen haakjes vermeld)

Sinds de introductie van play-offwedstrijden voor Europees voetbal na afloop van de reguliere competitie in 2005/06, is de KNVB verplicht een eindstand van de Eredivisie door te geven aan de UEFA aan de hand van deze play-offwedstrijden.
Bij deze eindstand staan clubs die zich hebben gekwalificeerd voor Europees voetbal hoger dan clubs die zich niet wisten te kwalificeren. Indien er geen verschil was tussen de eindnotering en de officiële eindstand, staat dit getal niet vermeld.

- Onderafdeling

Hier staat afgekort de naam van de onderafdeling indien de club in dat jaar in een onderafdeling uitkwam. Tevens staat deze afkorting in de legenda en wordt gelinkt naar het artikel over deze onderafdeling. Deze afkorting wordt alleen vermeld wanneer de club in het verleden in verschillende onderafdelingen heeft gespeeld. Deze vermelding is in de staaf altijd in kleine letters. Deze onderafdelingen zijn na het seizoen 1995/96 afgeschaft. Heeft de club in slechts één onderafdeling gespeeld, dan is dit alleen terug te vinden in de legenda.
Onder de staaf staat het jaartal vermeld waarin het seizoen is afgesloten. 15 verwijst naar het seizoen 2014/15 of eventueel het seizoen 1914/15.
Wanneer een staaf leeg is, zijn deze gegevens niet bekend. Het kan ook zijn dat de club dat seizoen niet heeft meegespeeld op het hogere amateurniveau, vroegtijdig de competitie heeft verlaten of uit de competitie is gezet.

In het seizoen 1944/45 was er wegens de Tweede Wereldoorlog geen regulier competitievoetbal.

## Bekende (oud-)leden
Bekende (oud-)leden/spelers van HVV uit het recente verleden zijn onder meer Cedric van der Gun (Ajax, Ado Den Haag, Borussia Dortmund, Swansea City, FC Utrecht), Jan-Paul Saeijs (Ado Den Haag en Roda JC) en trainers Mark Wotte en André Wetzel. Het tenue van HVV bestaat uit geel-zwarte shirts, zwarte broeken en geel-zwarte sokken. Het uitshirt is wit. Maarten Fontein was voor zijn transfer naar Ajax algemeen voorzitter van de Koninklijke Haagsche Cricket en Voetbal Vereeniging. Mark Koevermans, voormalig Davis Cup-speler en voormalig directeur van Feyenoord heeft zeven wedstrijden voor HVV 1 gespeeld, waarin hij eenmaal een doelpunt maakte. Ten tijde van zijn debuut (30 januari 2005) was hij de oudste debutant ooit in HVV 1 (37 jaar).

### Bekende (oud-)spelers
- Willem Hesselink
- Jan-Paul Saeijs
- Cedric van der Gun
- Marnix van der Gun
- Mark Koevermans

### Bekende (oud-)trainers
- Mark Wotte
- André Wetzel

### Nederlandse internationals
In de hierboven genoemde succesperiode van rond het begin van de 20ste eeuw, was HVV een van de hofleveranciers van het Nederlands elftal. Het totale aantal HVV'ers dat het Oranje shirt mocht dragen (23), dateert dan ook van de periode tussen 1905 en 1933. Hier een overzicht van de spelers die, toen ze voor HVV speelden, tevens uitkwamen voor het Nederlands elftal:
| - Law Adam - Jan van Breda Kolff - Joop Campioni - Lo La Chapelle - Constant Feith - Dolf Heijnen - John Heijning - Karel Heijting | - Boelie Kessler - Dolph Kessler - Dé Kessler - Tonny Kessler - Miel van Leijden - Guus Lutjens - Dick MacNeill - Miel Mundt | - Jan Noorduijn - Marius Sandberg - Jan Schoemaker - Guus de Serière - Albert Snouck Hurgronje - Eetje Sol - Rense Vis |